# Distrito Escolar Unificado de la Ciudad de Sacramento

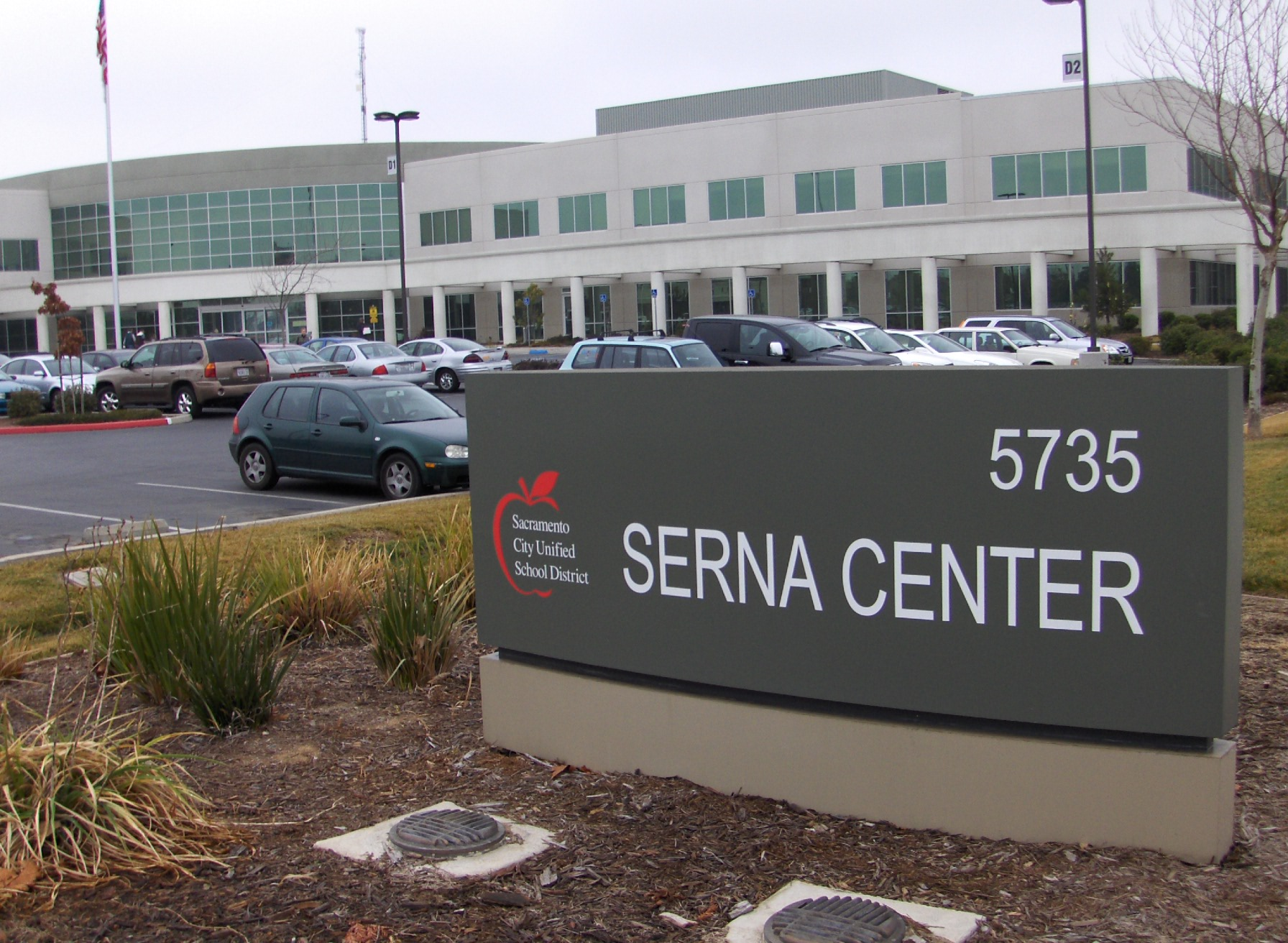
Mayor Joe Serna, Jr. and Isabel Hernandez-Serna Community Education Center, la sede del distrito

Distrito Escolar Unificado de la Ciudad de Sacramento (Sacramento City Unified School District) es un distrito escolar de California. Tiene su sede en el Mayor Joe Serna, Jr. and Isabel Hernandez-Serna Community Education Center en Sacramento.

## Escuelas preparatorias
- American Legion
- Arthur A. Benjamin Health Professions High School
- Luther Burbank High
- Capital City/Independent Study
- George Washington Carver School of Arts and Science
- Hiram W. Johnson High
- John F. Kennedy High
- C. K. McClatchy High
- Rosemont
- Sacramento New Technology High School
- School of Engineering and Sciences
- The Met Sacramento
- West Campus